# Cedestis
Cedestis är ett släkte av fjärilar som beskrevs av Philipp Christoph Zeller 1839. Cedestis ingår i familjen spinnmalar.
Kladogram enligt Catalogue of Life och Dyntaxa:
| Cedestis | \| \| Cedestis farinatella \| \| \| \| \| \| större tallbarrsmal \| \| \| \| \| \| Cedestis gysselinella \| \| \| \| \| \| mindre tallbarrsmal \| \| \| \| |
|          | \| \| Cedestis farinatella \| \| \| \| \| \| större tallbarrsmal \| \| \| \| \| \| Cedestis gysselinella \| \| \| \| \| \| mindre tallbarrsmal \| \| \| \| |
|          | Cedestis farinatella |
|          | |
|          | större tallbarrsmal |
|          | |
|          | Cedestis gysselinella |
|          | |
|          | mindre tallbarrsmal |
|          | |

## Bildgalleri

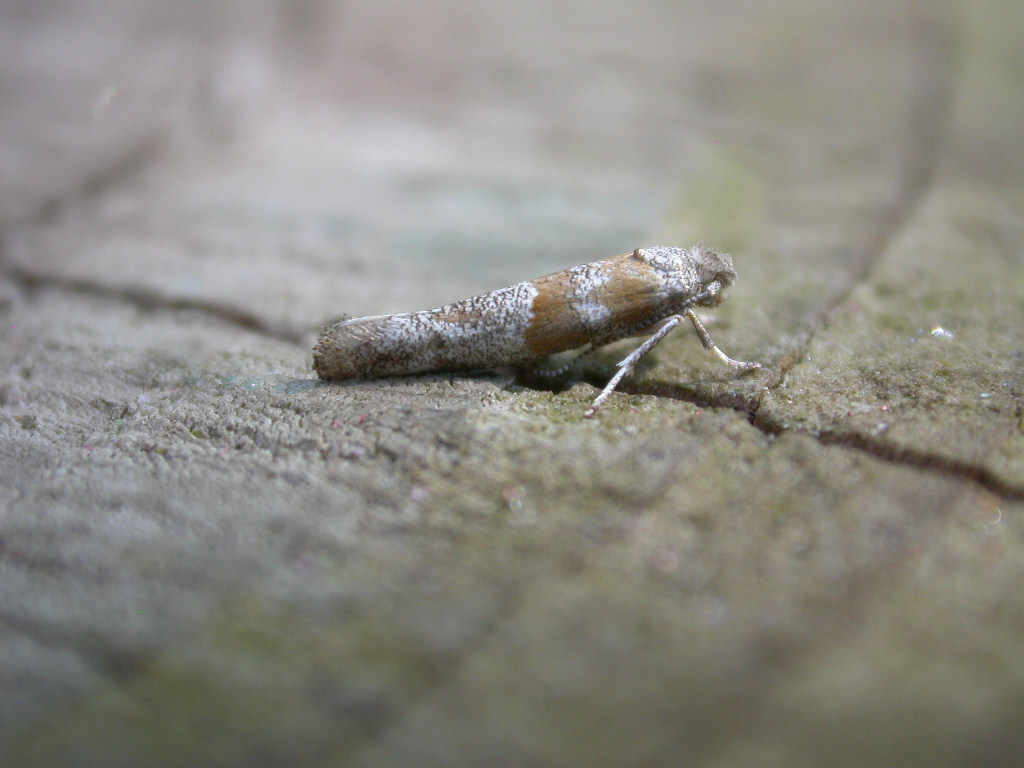